# HILL -幻覚の雪-
「HILL -幻覚の雪-」は、日本のバンドPIERROTの、メジャーで発売された12枚目のシングル。

## 概要
10000セット限定で発売されたボックス・セットは、収録曲が通常盤と一部異なり、ミニボストンバッグ、DVD (PV以外にもDVDに隠された謎を解き明かしたり、WEBを始め様々な所で発表されるパスワードを入れることにより、たくさんのスペシャル映像を見ることができるデジタル・ビデオ・ゲーム仕様)、ロゴ入りのリストバンド、オリジナルTシャツも付いた仕様で発売された。
歌詞はカインとアベルがモチーフとなっており、MV中にもそれを示した表現がある。

## 収録曲
『HILL -幻覚の雪- (通常盤)』
1. HILL -幻覚の雪-
(作詞：キリト 作曲：キリト)
2. メディアノイド
(作詞：キリト 作曲：キリト)
3. HILL -幻覚の雪- (Voiceless Desire)
(作詞：キリト 作曲：キリト)
4. PSYCHEDELIC LOVER～Fat Core Remix
(作詞：キリト 作曲：アイジ)

『HILL -幻覚の雪- (10000セット生産限定BOX)』
1. HILL -幻覚の雪-
(作詞：キリト 作曲：キリト)
2. メディアノイド
(作詞：キリト 作曲：キリト)
3. HILL -幻覚の雪- (Silent Desire)
(作詞：キリト 作曲：キリト)
4. PSYCHEDELIC LOVER～Fat Core Remix
(作詞：キリト 作曲：アイジ)